# ゆかいなブレディー家/トラブルinハワイ
『ゆかいなブレディー家/トラブルinハワイ』（ゆかいなブレディーけ トラブルインハワイ、A Very Brady Sequel）は、1996年のアメリカ合衆国のコメディ映画。アーリーン・サンフォード監督、シェリー・ロング、ゲイリー・コール、クリストファー・ダニエル・バーンズ、クリスティン・テイラー、ティム・マシスン出演。1969年から1974年まで放映されたテレビドラマ『ゆかいなブレディー家』の映画版として1995年に製作された『ゆかいなブレディ一家/我が家がイチバン』の続編である。本作後の2002年に『ゆかいなブレディー家 パパは大統領!?』がテレビ映画として製作された。
日本では劇場未公開。

## ストーリー
タイのクラビに古代の陶器製の守護馬を捜索しに来た探検家のロイ・マーティンとその助手であるトレヴァー・トーマスの2人は、たどり着いた遺跡でついに守護馬を発掘する。そして帰途につくため船に乗り込もうとしたトレヴァーがロイに守護馬のことを聞くと、先に彼の妻の元に送ったと言われ、自分たちが持って帰るものだと思っていたトレヴァーは愕然とする。航行中にトレヴァーは、ロイの目を盗んで燃料のホースを切断して海に飛び込み、ロイを遭難させる。
それから数年後、対で作られた守護馬の1体がオークションに出品され、2000万ドルから入札が開始した。行方不明とされているもう1体は、実は遭難して亡くなったロイの妻だったキャロル・ブレディーが、価値を知らずに家のインテリアとして飾っていた。マイクはキャロルとの結婚記念日の準備を家政婦のアリスと共に整え、ブレディー家の子供達は個々の問題を抱えて右往左往していたころ、家にキャロルの亡くなったはずの最初の夫ロイが訪ねてくる。彼は家族を思う気持ちが命を救ったとキャロルに言うが子供達の名前が曖昧で、彼女が覚えているロイとは顔も声も全く違うためその理由を聞くと、顔は象に踏まれ整形し、声は長い年月で変わったと答える。一家はロイと夕食をとり、これからどうするのかをマイクがロイに尋ねると、まだなにも決めていないと彼は話す。ロイがとりあえずモーテルに滞在すると言うと、子供達は彼を泊めてあげるようマイクに願い、マイクは家族は団結するものだと語り彼を歓迎して書斎を貸す。だが彼の正体はロイになりすましたトレヴァーで、目的は守護馬を奪ってハワイにいる取引相手の大富豪に売り飛ばすことだった。そうとは知らずロイの登場で混乱していくブレディー家では、自分たちの問題解消に向けて奮闘していた。
守護馬を見つけようと家探ししていたトレヴァーは探偵ごっこをしていたシンディとボビーから、守護馬はジュースの染みを取るため骨董品屋に持って行ったと聞かされる。トレヴァーはキャロルの結婚記念日のプレゼントを買うと言い子供達と一緒にグレッグの車で街へと出かけようとしたとき、守護馬が戻ってきたことを知り車から降りようとするもそのまま出発してしまう。街で買い物をする子供達に振り回され帰宅したトレヴァーは、美容院から帰ってきたキャロルに守護馬の在り処を尋ねると、すでに婦人クラブのチャリティオークションに出したと話される。開始額が50ドルだと知り、トレヴァーはオークションが始まる昼食後に会場へ向かうことを決める。だがトレヴァーのためにアリスが作ったパスタには、彼が持っていたマジックマッシュルームがただのキノコだと思った彼女によって入れられており、トレヴァーは幻覚を見た後卒倒する。

## キャスト
※括弧内は日本語吹替
- キャロル・ブレディー - シェリー・ロング（日野由利加）
- マイク・ブレディー - ゲイリー・コール（大川透）
- グレッグ・ブレディー - クリストファー・ダニエル・バーンズ（真殿光昭）
- マーシャ・ブレディー - クリスティン・テイラー（岡本麻弥）
- ピーター・ブレディー - ポール・ステラ
- ジャン・ブレディー - ジェニファー・エリス・コックス（英語版）（岡村明美）
- ボビー・ブレディー - ジェシー・リー・ソファー（亀井芳子）
- シンディ・ブレディー - オリヴィア・ハック（英語版）（大谷育江）
- アリス・ネルソン - ヘンリエット・マンテル（英語版）（久保田民絵）
- ロイ・マーティン / トレヴァー・トーマス - ティム・マシスン（江原正士）
- 探検家 / 死んだ夫 - ウィップ・ヒューブリー（英語版）
- 競売人 - ホイットニー・リュードベック（英語版）（村松康雄）
- パトロン - スー・ケイシー（英語版）（翠準子）
- カミングス先生 - ル・ポール（定岡小百合）
- ブレント - デヴィッド・ラムゼイ（青山穣）
- フィリップス社長 - スティーヴン・ギルボーン（英語版）
- ジョニー - スキップ・オブライエン（英語版）（乃村健次）
- ロサンゼルス市警の刑事 - リチャード・ベルザー（水野龍司）
- ウォーレン・マロニー - ブライアン・ヴァン・ホルト（青山穣）
- ホワイトヘッド博士 - ジョン・ヒラーマン（英語版）（村松康雄）
- 本人役 - ザ・ザ・ガボール（定岡小百合）
- 本人役 - ロージー・オドネル（堀越真己）
- セルジオ - デヴィッド・スペード

## スタッフ
- 監督：アーリーン・サンフォード
- 脚本：ハリー・エルフォント（英語版）、デボラ・カプラン（英語版）
- 原案：ハリー・エルフォント、デボラ・カプラン、ジェームズ・バーグ、スタン・ジマーマン
- キャラクター創造：シャーウッド・シュワーツ（英語版）
- 製作：アラン・ラッド・Jr（英語版）、ロイド・J・シュワーツ（英語版）、シャーウッド・シュワーツ
- 撮影監督：マック・アールバーグ
- プロダクションデザイナー：シンシア・ケイ・シャーロッテ
- 編集：アニタ・ブラント＝バーゴイン
- 音楽：ガイ・ムーン（英語版）
- 衣裳デザイン：ロザンナ・ノートン（英語版）
- アニメーションシーケンス：ボブ・カーツ（英語版）

日本語版スタッフ
- 吹替翻訳：桜井裕子